# Brian Greene
Brian Greene (Nova Iorque, 9 de fevereiro de 1963) é um físico norte-americano, professor da Universidade de Columbia e especialista da teoria das cordas.

## Biografia
Nascido em Nova Iorque, Greene foi um  menino prodígio em matemática. A partir dos doze anos passou a ter lições particulares com um professor da Universidade de Columbia, visto dominar já a matemática do ensino secundário.
Ingressou em Harvard em 1980 para estudar física. Tendo concluído o bacharelado, foi para Oxford como Rhodes Scholar para concluir o doutoramento. Entrou na Universidade de Columbia em 1996, onde é professor desde 2003. Atualmente é co-diretor do Columbia's Institute for Strings, Cosmology, and Astroparticle Physics (Instituto de Cordas, Cosmologia e Física de Partículas da Universidade de Columbia) (ISCAP) e lidera um programa de pesquisas da aplicação da teoria das supercordas em questões cosmológicas.
Suas atividades para o público em geral incluem palestras (técnicas e gerais) em mais de 25 países, três livros de divulgação científica (ver abaixo), uma novela de ficção científica (Icarus at the Edge of Time, de 2008) e aparições na televisão (CNN, Time, David Letterman, Big Bang Theory, etc).